# 新富駅 (忠清南道)
新富駅（シンブえき）は、大韓民国忠清南道天安市にあった安城線の駅である。長項線線路の移設工事により天安駅区内の乗り場が臨時閉鎖され、安城線の旅客輸送のために新設された。

## 歴史
- 1978年10月29日 - 開業[1]。
- 1978年11月26日 - 廃止。